# Dijete velikoga grada (1914.)
Dijete velikoga grada (rus. Дитя большого города) ruski je film redatelja Jevgenija Bauera.

## Radnja
Film govori o kćeri siromašne pralje koja se zaljubljuje u bogatog momka. Kada ga ona ostavi, on počini samoubojstvo.

## Uloge
- Elena Smirnova
- Mihail Salarov

## Vanjske poveznice
- Dijete velikoga grada na Kino Poisk (ruski)